# Cá vàng phượng hoàng

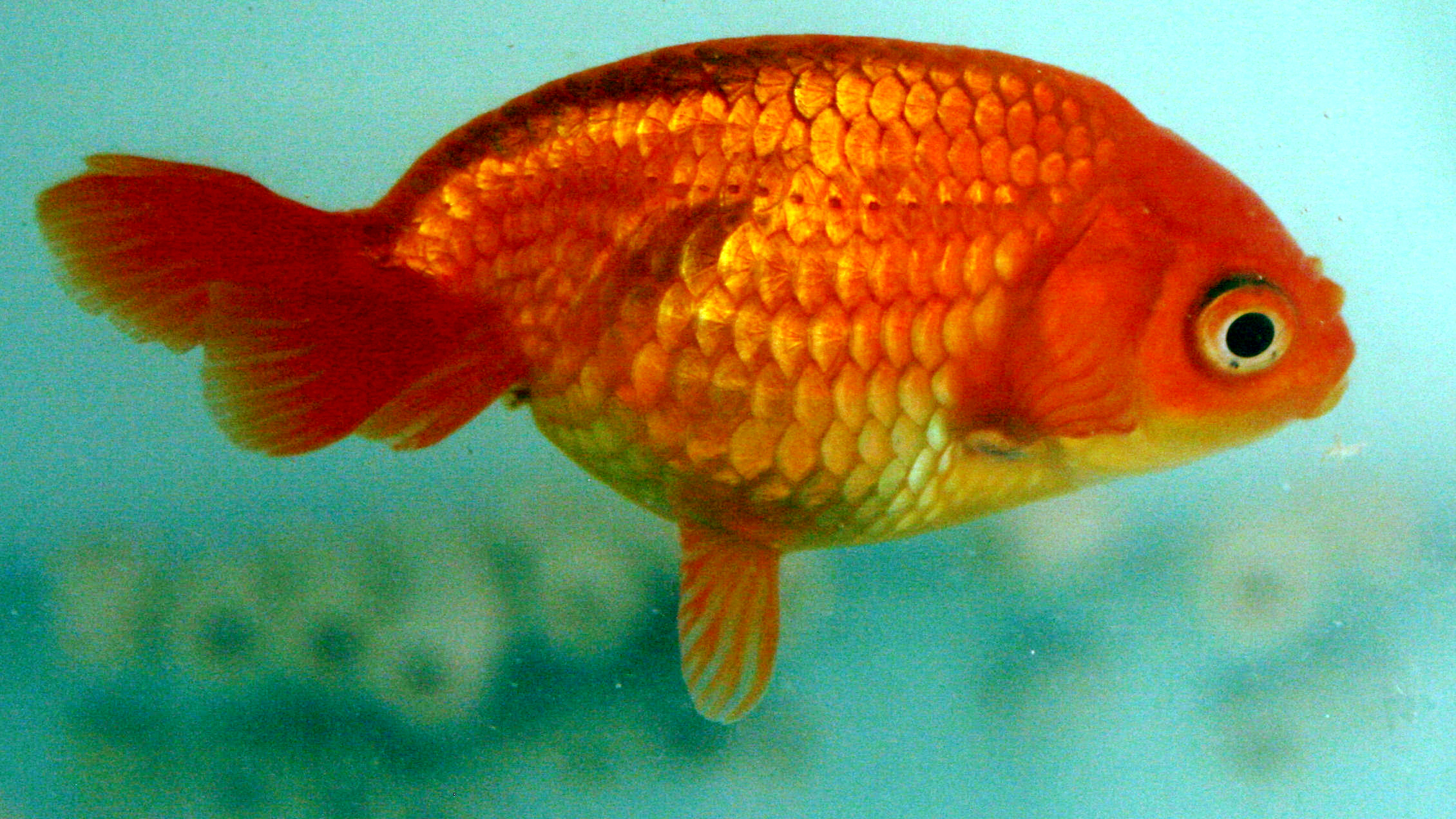
Cá vàng phượng hoàng

Cá vàng phượng hoàng hay còn gọi là cá vàng bụng trứng (Egg-fish goldfish, Phoenix Egg Goldfish, Dan Yu) là một giống cá vàng có nguồn gốc từ Trung Quốc. Cá vàng phượng hoàng (Egg) được cho là kết quả lai tạo giữa cá vàng hướng thiên (Celestial), cá vàng Lan Thọ (Ranchu) và cá vàng sư tử (Lionhead). 

## Đặc điểm
Kích thước của giống cá vàng này từ 16–18 cm. Thân hình ngắn dạng quả trứng với đuôi dạng đôi và phần lưng cong mềm mại với điểm cao nhất nằm ở trung tâm của sống lưng. Có thể dễ dàng nhận biết Egg do sự vắng mặt của vây lưng. Tất cả các vây còn lại, trừ vây đuôi đều nhỏ. Có hai loại Egg, phân biệt dựa trên sự khác biệt về chiều dài đuôi: một loại đuôi ngắn và một loại đuôi dài. Màu sắc của chúng là kim loại hoặc đốm. Màu đốm có thể là đỏ, trắng và vàng. 

## Tập tính
Tập quán của chúng khi nuôi, chúng cần 30 gallon nước/con. Có thể trồng cây thủy sinh, bỏ sỏi, đá. Cần hệ thống lọc tốt để duy trì chất lượng nước. Nhiệt độ: 18-22 °C. Tầng sống của chúng là tầng giữa. Thức ăn cho chúng là rau dạng miếng hoặc viên. Có thể cho ăn nhuyễn thể đông lạnh, trùn, daphnia. Sinh sản của chúng do chúng sinh sản chậm nên rất khó duy trì dòng cá này và hiện nay chúng cực kì hiếm.